# جوایز ویدئو موسیقی ام‌تی‌وی ۲۰۲۲
جوایز ویدئو موسیقی ام‌تی‌وی ۲۰۲۲ (انگلیسی: 2022 MTV Video Music Awards) در پرودنشال سنتر در نیوآرک، نیوجرسی در ۲۸ اوت ۲۰۲۲ برگزار شد. نمایش توسط ال‌ال کول جی، نیکی میناژ و جک هارلو اجرا شد. میناژ با جایزه پیشگام ویدئو مایکل جکسون که توسط طرفدارانش به او تقدیم شده بود، مفتخر شد. رد هات چیلی پپرز نیز با جایزه جهانی آیکون که توسط چیک و چانگ به آنها اهدا شد مفتخر شدند. این آخرین مراسم وی‌ام‌ای بود که از سی‌دابلیو پخش شد.